# 22 Short Films About Springfield
"22 Short Films About Springfield" är avsnitt 21 från säsong sju av Simpsons och sändes 14 april 1996. Avsnittet skrevs av  Richard Appel, David S. Cohen, Jonathan Collier, Jennifer Crittenden, Greg Daniels, Brent Forrester, Rachel Pulido, Steve Tompkins, Josh Weinstein, Bill Oakley och Matt Groening med övervakning av Greg Daniels och det är det enda avsnittet med så många författare i serien. Avsnittet regisserades av Jim Reardon och gästskådespelades av Phil Hartman som Lionel Hutz och sjukhuset styrelsens ordförande. I avsnittet visar man små historier med invånarna i Springfield som en fortsättning av slutet av "The Front".

## Handling
Avsnittet består av en serie av korta historier som visar livet i Springfield efter att Bart och  Milhouse funderat om något intressant händer i Springfield efter att tröttnat på att spotta och spruta kryddor från en bro över en motväg i staden. De går sedan till Kwik-E-Mart. Efter att de handlat klart bestämmer sig Apu för att lämna butiken i fem minuter för att festa hos sin bror, Sanjay. Därefter försöker Marge få bort tuggummit som fastnat i Lisas hår. Efteråt får Smithers en allergisk reaktion då ett bi sticker honom under en cykeltur med Mr Burns. Dr. Nick får sedan kritik på sjukhuset från styrelsen för hur han behandlar sina patienter. Han blir sedan friad då han lyckas rädda livet på Abraham Simpson. Moe blir rånad av Snake efter att han tvingat Barney att ge honom sin skuld. Skinner anordnar en middag med Gary Chalmers men då han bränner steken köper han istället hamburgare på Krusty Burger. Homer är ute med Maggie och råkar stänga in henne i en tidningslåda efter att han köpte dagens ting. Homer tar hem hela tidningslådan. Polisen diskuterar skillnaden med McDonald’s och Krusty Burgers. Bumblebee Man klagar över sitt liv hos sin fru efter en jobbig dag på jobbet, men då han råkar förstöra hela sitt hus lämnar hans fru honom.
Snake kör över Clancy Wiggum och de två börjar slåss. De rullar in i Herman's Military Antiques där Herman siktar en pistol mot dem. Pastor Lovejoy är ute med sin hund och får den att kissa på Ned Flanders gräsmattan. Marge får besök av invånarna i Springfield som börjar hjälpa henne att få bort tuggummit. Cletus har hittat ett par skor och vill att Brandine ska ha dem på jobbet men hon vill inte ha dem.
Milhouse blir toanödig och vill använda toaletten hos Android's Dungeon & Baseball Card Shop. Han måste köpa en serietidning först men hans pappa, Kirk tvingar honom lämna butiken innan han gått på toan. Han besöker sen Hermans för att få ett nytt försök att gå på toa, där han av misstag knockar ner Herman och Snake. Kirk och Clancy blir fria. Lisa går till frisören där hon får en ny frisyr. Efteråt skrattar Nelson åt Lisas nya frisyr, innan han skrattar åt en lång man som sitter i en liten bil. Den långa mannen hämnas då på Nelson och tvingar honom gå med byxorna nere över stadens gator och vinka till publiken. Stadens invånare börjar då skratta åt Nelson. Bart och Milhouse sprutar ketchup på Nelson från en bro över vägen där Nelson befinner sig. Han inser då att livet i Springfield är intressant. Professor Frink kommer sedan och vill berätta sin historia, men han avbryts då för att avsnittet tar slut.

## Produktion
Avsnittet är en fortsättning på "The Adventures of Ned Flanders" från "The Frontt". Innan man gjorde avsnittet försökte man lägga till små historier i fler avsnitt men inget avsnitt var för kort så att man kunde lägga in en liten historia. Bill Oakley och Josh Weinstein beslutade sig då för att göra ett avsnitt med flera korta historier som Pulp Fiction. Titeln "22 Short Films About Springfield" valdes redan i början av arbetet med avsnittet, är så långt men har inte 22 historier. För början gjorde man fler historier, men då avsnittet blev för långt tog man bort några. Avsnittet skrevs av flera författare. För att avgöra vem som skulle skriva om vilken karaktär fick alla skriva ner sin tre favoritkaraktärer innan man gjorde en lottning. Oakley skrev historien om Skinner och Chalmers,  Weinstein skrev om Comic Book Guy och Milhouse,  David S. Cohen skrev historien om pastor Lovejoy men också en borttagen scen om Krusty. Brent Forrester skrev sekvensen om diskussion mellan Krusty Burger och McDonalds, Rachel Pulido skrev historien om Bumblebee Man. Richard Appel skrev ett fantasi segment kring Marge, men bara delen då hon diskar då Lisa kommer hem är kvar, samt scenen då Lionel Hutz kommer in i huset.
Första manuset var 65 sidor och skrevs senare om till 42, eftersom alla rollfigurer inte fick plats i avsnittet la man till så många som möjlighet hemma hos familjen Simpson. Weinstein och Greg Daniels fick sammanfoga historierna och Jim Reardon fick regissera så att man aldrig klippte förutom för varje ny reklamavbrott. För avsnittet gjordes tre låtar, en av låtarna om Apu klipptes bort men finns på DVD-utgåvan för säsongen och i albumet Go Simpsonic with The Simpsons.
Då Mr. Burns skäller ut Waylon Smithers använder han uttryck från 1800-talet. I avsnittet pratar Bumblebee Man på spanglish. Orden var en blandning av spanska och engelska för att alla skulle kunna förstå utan undertext. Den långa mannen är en parodi på Ian Maxtone-Graham, och frisören som klipper Lisas hår är en rollfigur från kortfilmerna. Några av befolkningen i Springfield som skrattar åt Nelson är Matt Groening, Bill Oakley och Josh Weinstein. Den delen skrevs av Oakley.

## Kulturella referenser
Avsnittet innehåller flera referenser till Pulp Fiction. Liksom filmen är avsnittets historier episodiska, men berättelserna är sammankopplade. Då poliserna diskuterar McDonalds och Krusty Burger är det en referens till "Royale With Cheese", och musiken som spelas under segmentets början är från den delen. Delen mellan Wiggum och Snake är en parodi på "Gold Watch" från filmen. Att Herman väntar på Zed är samma som Maynard gjorde i Pulp Fiction. Avsnittet titel är en referens till Thirty Two Short Films About Glenn Gould.

## Mottagande
"22 Short Films About Springfield" hamnade på plats 73 över mesta sedda program under veckan, med en Nielsen rating på 6.9 och det sjunde mest sedda på Fox under veckan. Avsnittet finns även på DVD-utgåvan The Simpsons Film Festival. Avsnittet är Bill Oakleys favorit avsnitt.
Entertainment Weekly placerade avsnittet på nummer 14 över de 25 bästa avsnittet och anser att avsnittet struktur och hänvisning till Pulp Fiction är ovärderliga. Warren Martyn och Adrian Wood skriver i I Can't Believe It's a Bigger and Better Updated Unofficial Simpsons Guide att trots att avsnittet är annorlunda är den bra och gillar främst delen mellan Skinner och Chalmers. IGN anser att "22 Short Films About Springfield" var en god utmanare till "A Fish Called Selma" som den bästa för säsongen. Empire anser att referenserna till Pulp Fiction är den sjunde bästa referensen i serien. Jimmy Carr har kallat avsnittet för en brillant pastisch konst film.
Avsnittet fick författarna att föreslå en spin-off kallad Tales from Springfield, där man varje vecka skulle visa tre korta historier, och en historia om unga Homer eller en historia utan familjen Simpson. Idén blev dock aldrig verklighet då Matt Groening ansåg att man inte skulle orka göra två serier.